# Saarijärvi
Saarijärvi est une ville du centre-ouest de la Finlande, dans la région de Finlande-Centrale.

## Géographie
La nature est largement préservée, avec notamment au nord de la commune le parc national de Pyhä-Häkki. La forêt et les lacs dominent le paysage, laissant néanmoins un peu d'espace aux zones cultivées, relativement plus nombreuses que dans le reste de la région.
Les municipalités limitrophes sont Kannonkoski au nord, Äänekoski à l'est, Uurainen au sud, Multia au sud-ouest, Pylkönmäki à l'ouest et Karstula au nord-ouest.

## Population
La ville a connu son explosion démographique au XIXe siècle, passant de 1 380 habitants en 1749 à 14 404 en 1870, son record historique. Après une importante vague d'émigration à la fin du XIXe siècle, la population n'a connu que de faibles variations au cours du XXe siècle, tendant actuellement vers une légère diminution.
Depuis 1980, la démographie de Saarijärvi a évolué comme suit:
| Année      | 1980   | 1985   | 1990   | 1995   | 2000   | 2005   |
| ---------- | ------ | ------ | ------ | ------ | ------ | ------ |
| population | 11 871 | 11 930 | 12 026 | 11 980 | 11 624 | 11 048 |
| Année      | 2010   | 2015   | 2020   |        |        |        |
| population | 10 580 | 9 915  | 9 300  |        |        |        |

## Transports
Saarijärvi se situe à 65 km de la capitale régionale Jyväskylä et à 340 km d'Helsinki.

### Transports routiers
Saarijärvi est traversée par la nationale 13 (Jyväskylä-Kokkola).
Au départ de Saarijärvi, des services de bus directs conduisent à Jyväskylä, Kokkola et à Vaasa par Lapua.
La seututie 636 la relie à Karstula et la seututie 648 à Kannonkoski.

### Transports ferroviaires
Saarijärvi est traversée par la voie ferrée Jyväskylä–Haapajärvi.
La gare de voyageurs la plus proche de Saarijärvi est la gare de Myllymäki (fi) à Ähtäri à environ 58 kilomètres.
La gare de Jyväskylä est à environ 64 kilomètres.

### Transports aériens
L'aéroport de Jyväskylä à Tikkakoski est à environ 47 kilomètres de Saarijärvi.

## Jumelages
| Ville | Ville                                 | Pays | Pays      | Période     |
| ----- | ------------------------------------- | ---- | --------- | ----------- |
|       | Amt Trittau                           |      | Allemagne | depuis 1982 |
|       | communauté de communes Sèvre et Loire |      | France    | depuis 2017 |
|       | Gran                                  |      | Norvège   | depuis 1953 |
|       | Huai'an                               |      | Chine     | depuis 2017 |
|       | Kungsbacka                            |      | Suède     | depuis 1953 |

## Personnalités natives de Saarijärvi
- Toivo Hyytiäinen : Médaillé de bronze olympique au lancer du javelot (1952).
- Heikki Liimatainen, médaillé d'or en course de fond (1920 puis 1924)
- Kain Tapper, sculpteur.
- Juho Hyytiäinen, l'arrière-grand-père de Pamela Anderson qui quitta le village en 1908 pour émigrer au Canada.

## Galerie

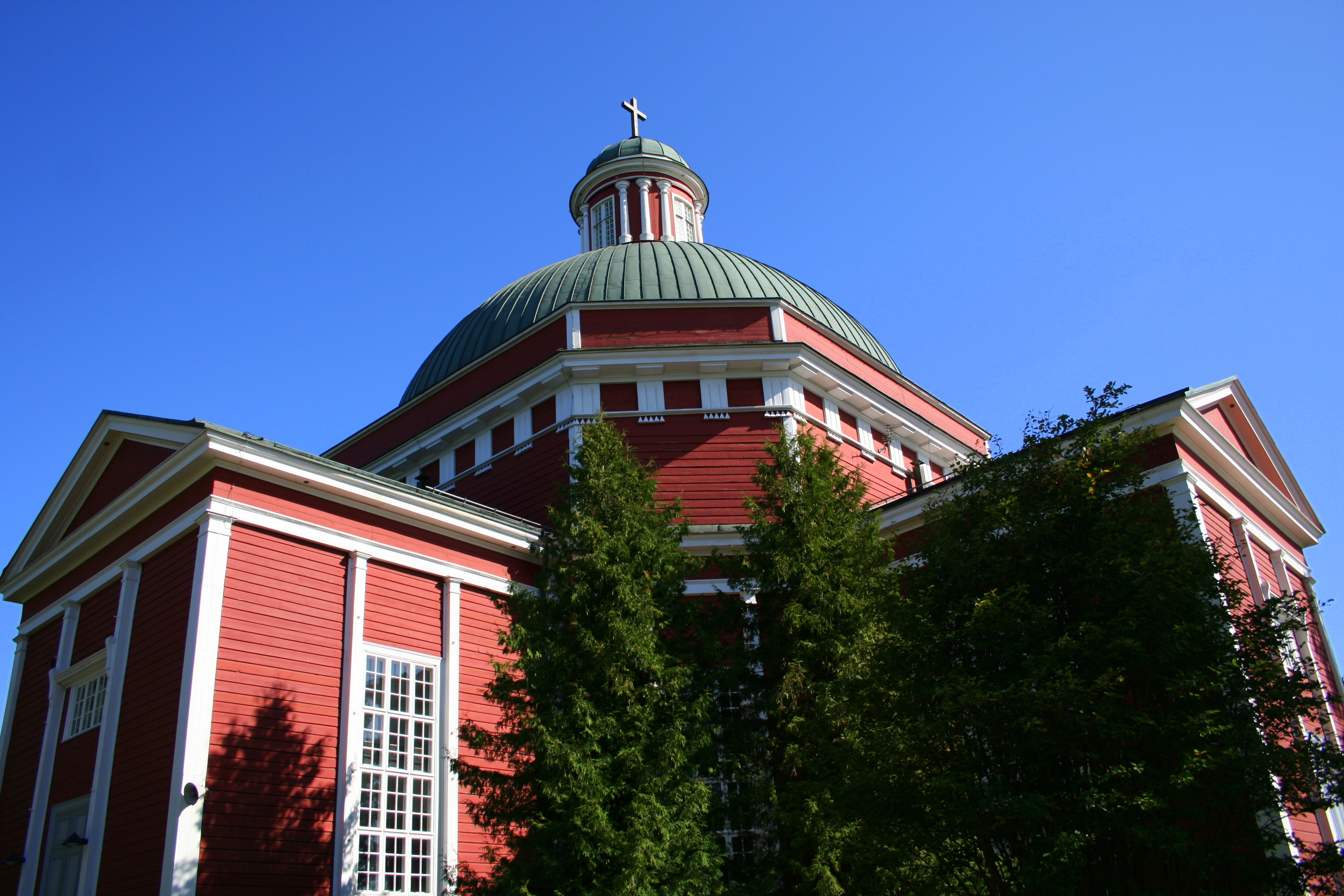
L'église de Saarijärvi.
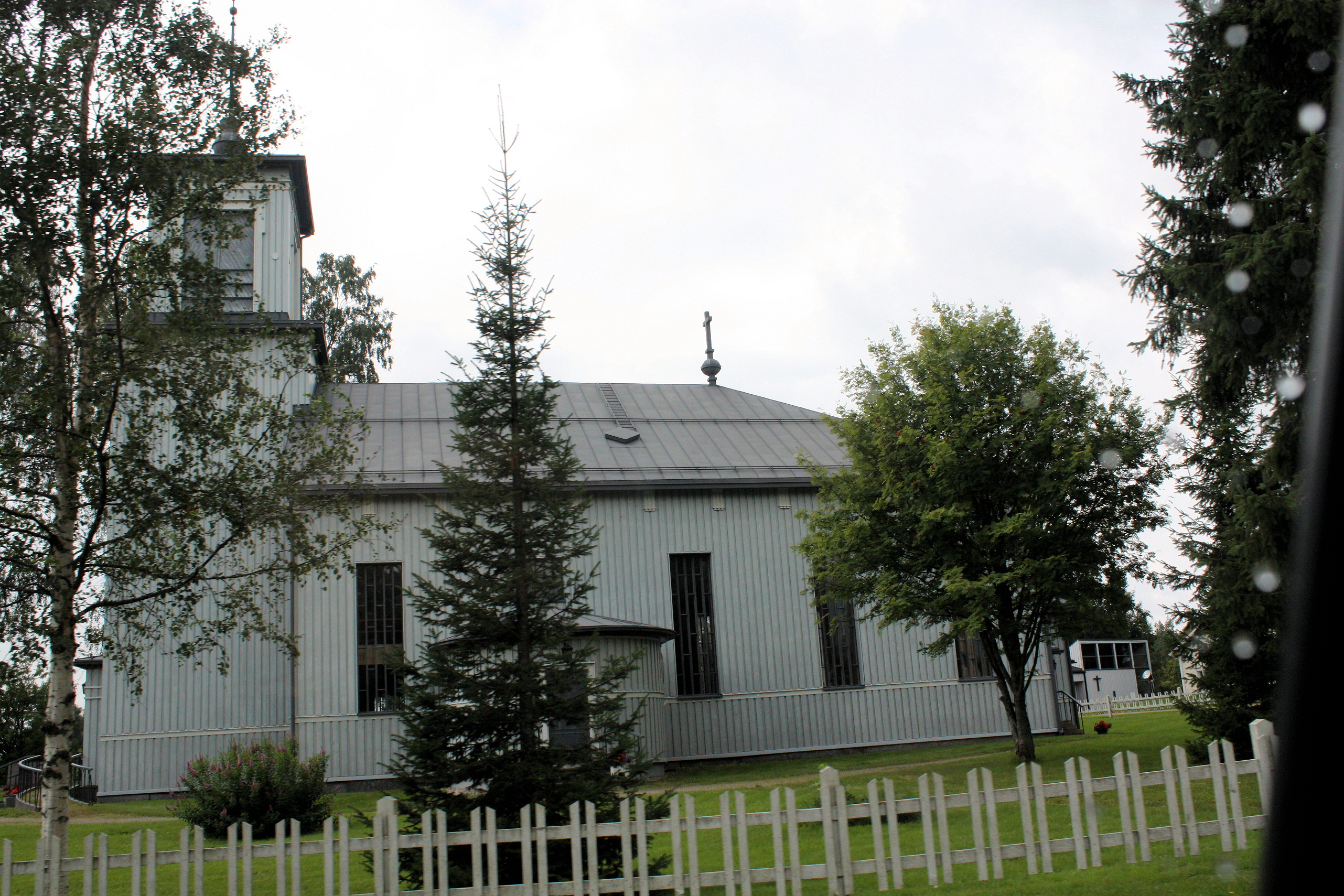
Église de Pylkönmäki.
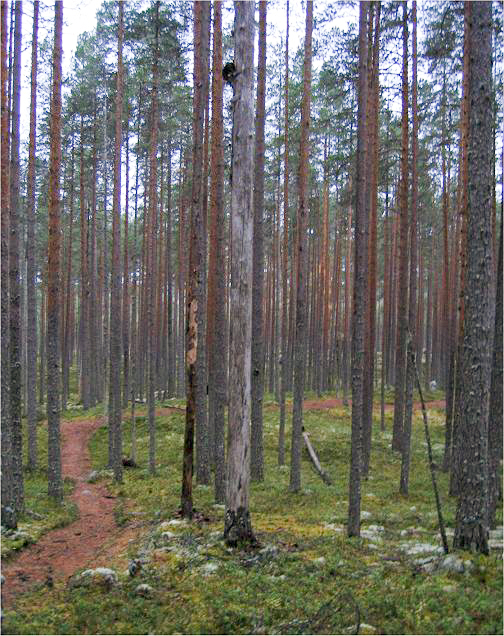
Le Parc national de Pyhä-Häkki.
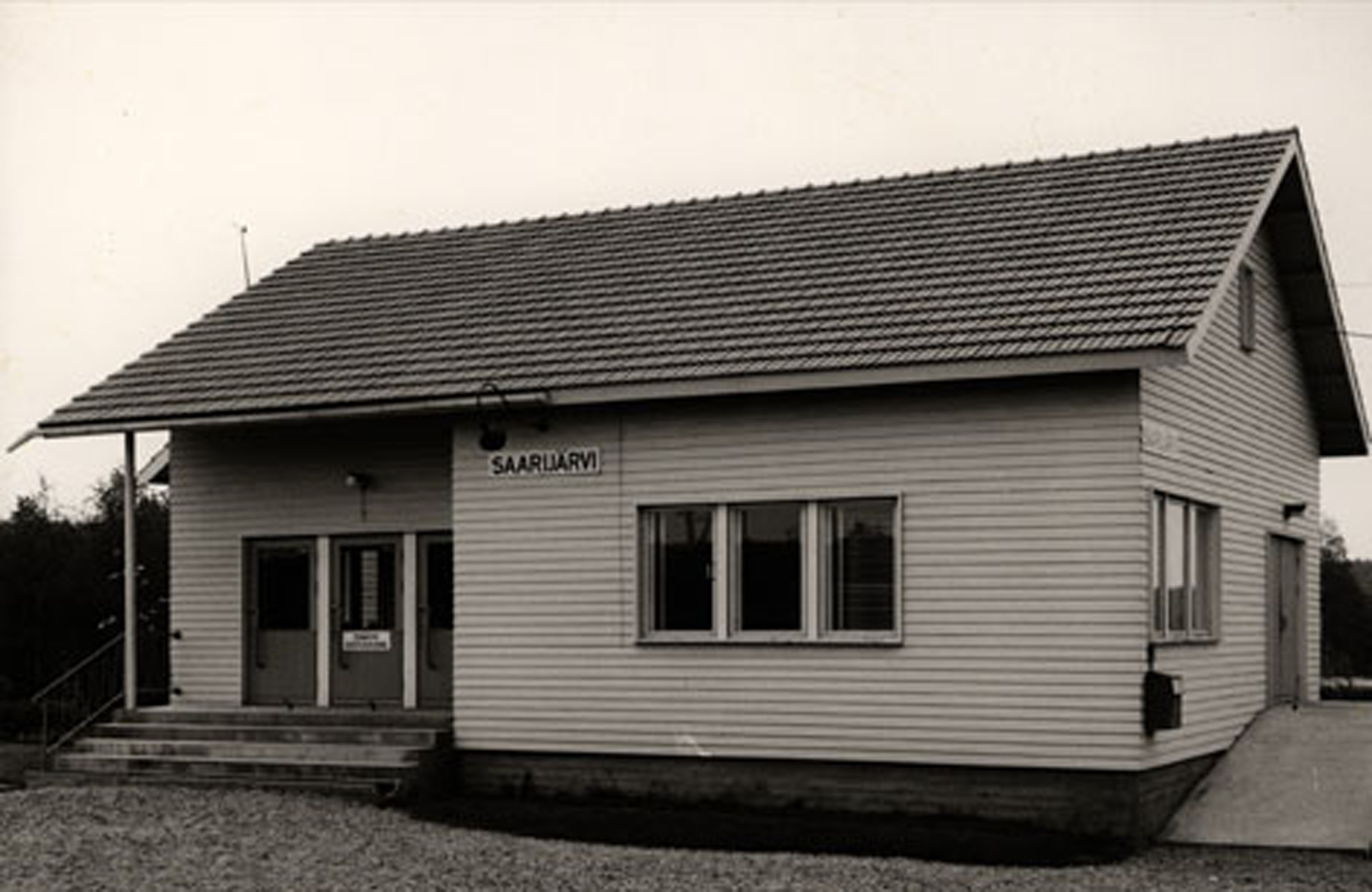
Gare de Saarijärvi.
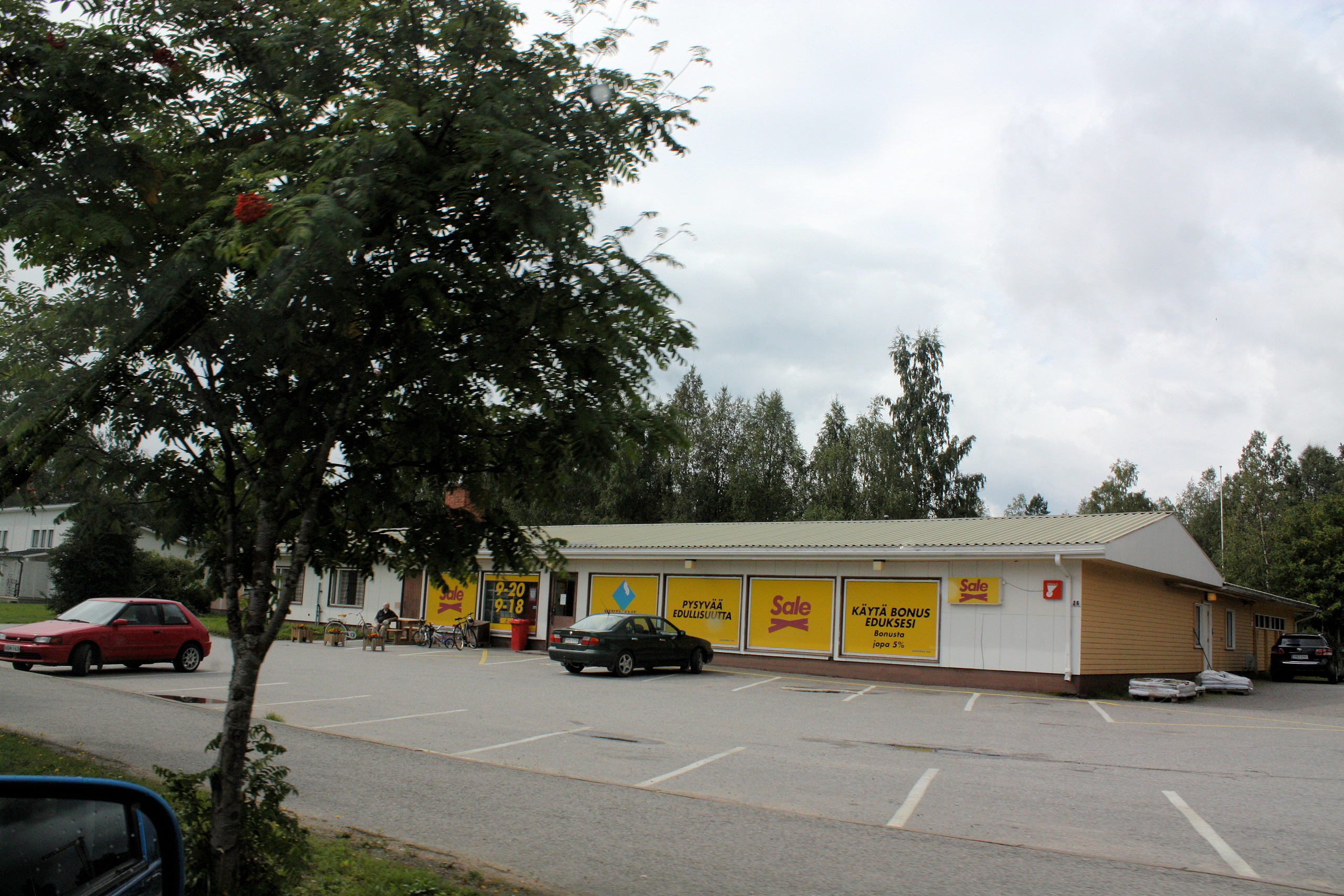
Magasin de Pylkönmäki.
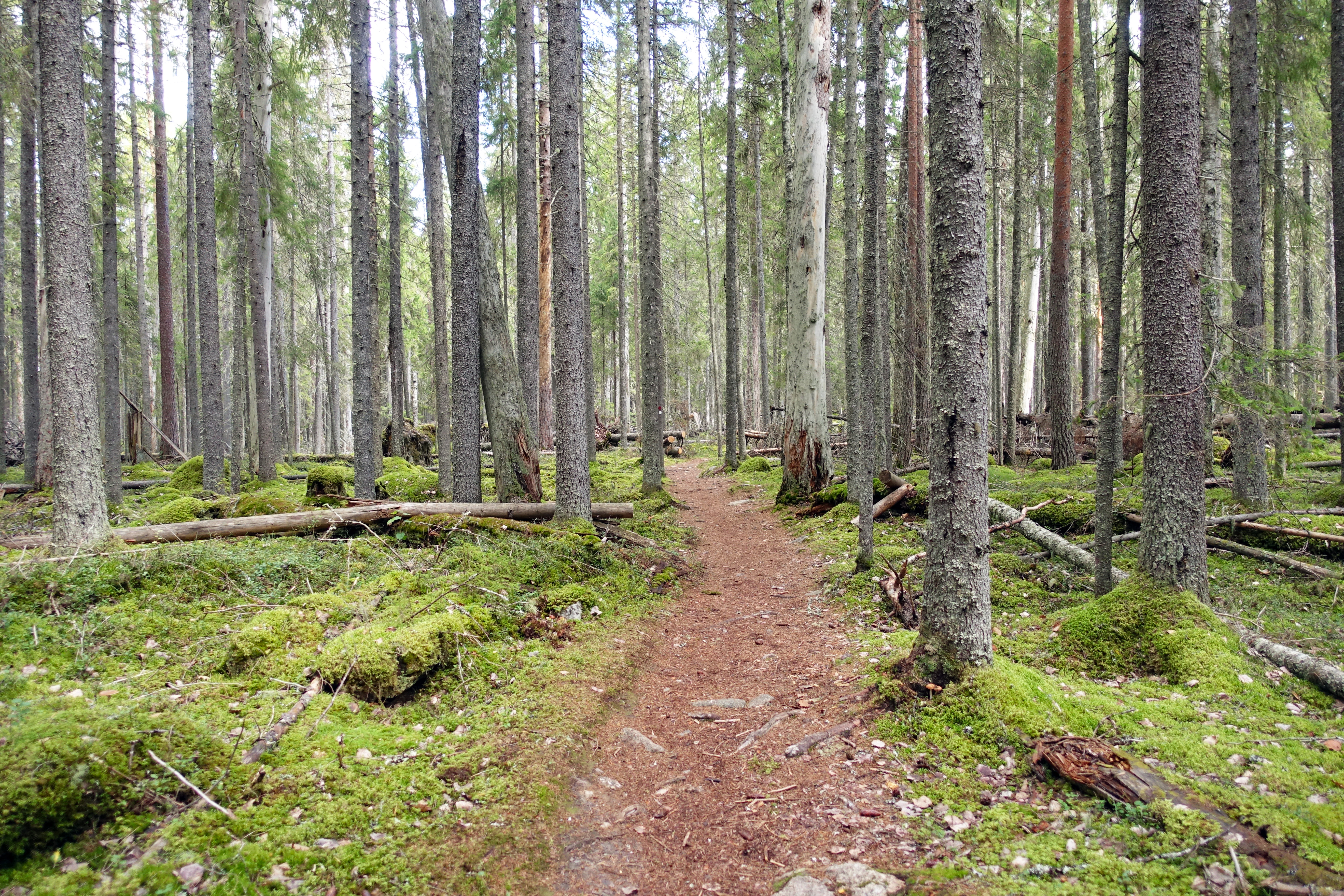
Parc national de Pyhä-Häkki
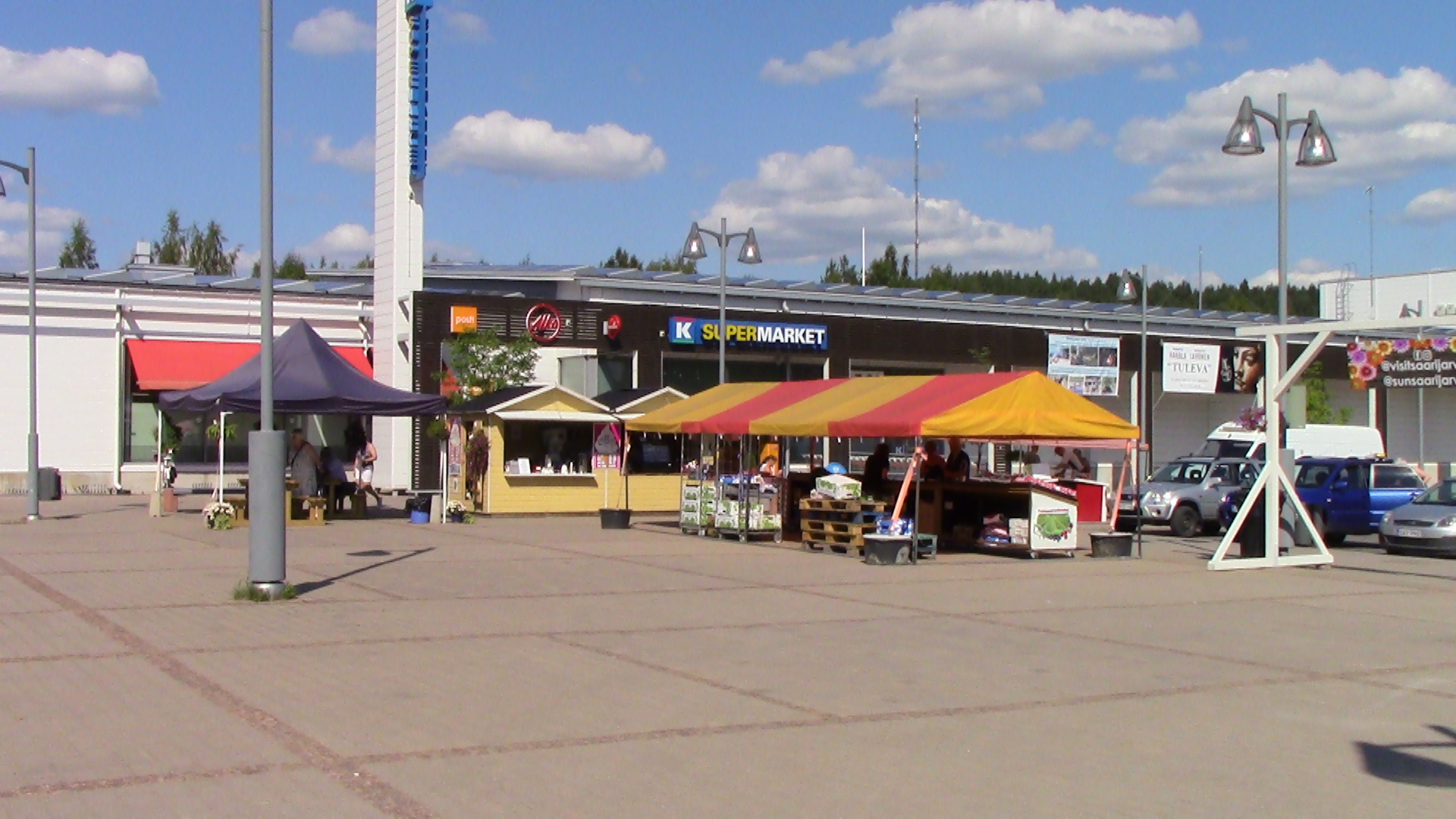
Place du marché de Saarijärvi.